# Museu Nacional da História e Cultura da Bielorrússia
O Museu Nacional da História e Cultura da Bielorrússia (em bielorrusso: Нацыянальны гістарычны музей Рэспублікі Беларусь) é um museu localizado em Minsk, na Bielorrússia.

## Coleções
É o principal museu do perfil histórico da República da Bielorrússia e a maior coleção de monumentos da cultura material e espiritual do povo bielorrusso desde os tempos antigos até nossos dias. Ele contém cerca de 370.000 artefatos. Os quadros cronológicos do fundo do museu são de 40.000 aC. Para apresentar o tempo. Várias coleções do museu são de valor especial:
- A maior coleção arqueológica da Bielorrússia. Coleção de materiais sobre a história da sociedade primitiva que inclui caça, pesca e instrumentos agrícolas, artigos domésticos e rituais, antigas obras de arte e adorno.

- Manuscritos e blocos de cartas. Coleção «traje popular bielorrusso» (apresenta tanto cotidianas e festivas), roupas cerimoniais bielorrussass; Há trajes de diferentes idades e grupos sociais de população.
- Recolha de numismática.  Exposição «A antiga Bielorrússia». Exposição «Antiga heráldica da Bielorrússia». Praticamente todas as exposições da exposição são apresentadas ao público pela primeira vez. Os autores da exposição tentaram personificar a heráldica e contar sobre os portadores de tradições heráldicas.

O museu foi estabelecido em 1957 como um museu da sabedoria local, da história e da economia. Em 1991 foi reorganizada para o Museu Nacional. Em 1967, o museu foi aberto para os visitantes. Atualmente, aproximadamente 100.000 visitantes visitam o museu anualmente.